# Noordhollands Duinreservaat

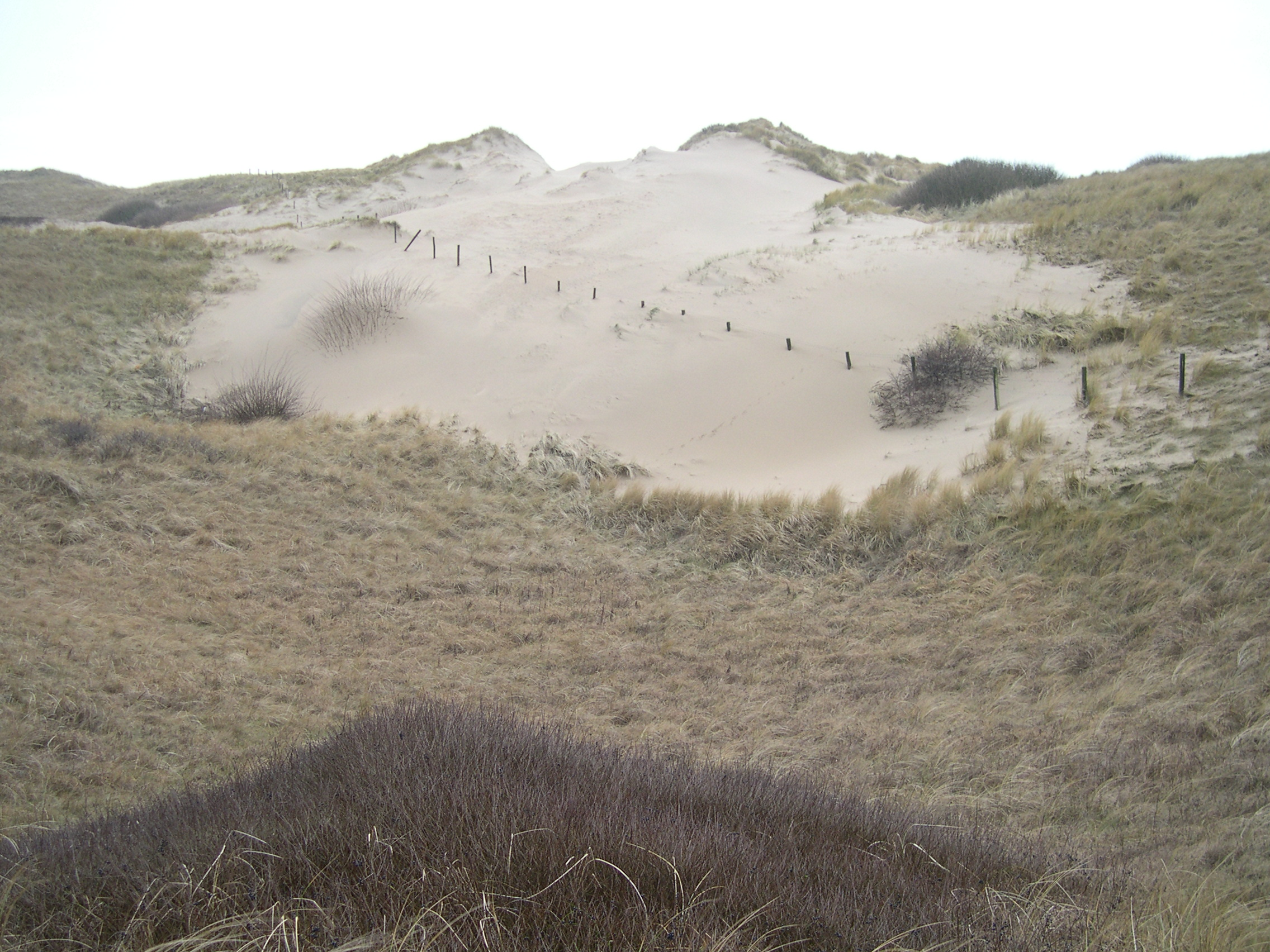
Een stuifduin in het Noordhollands Duinreservaat

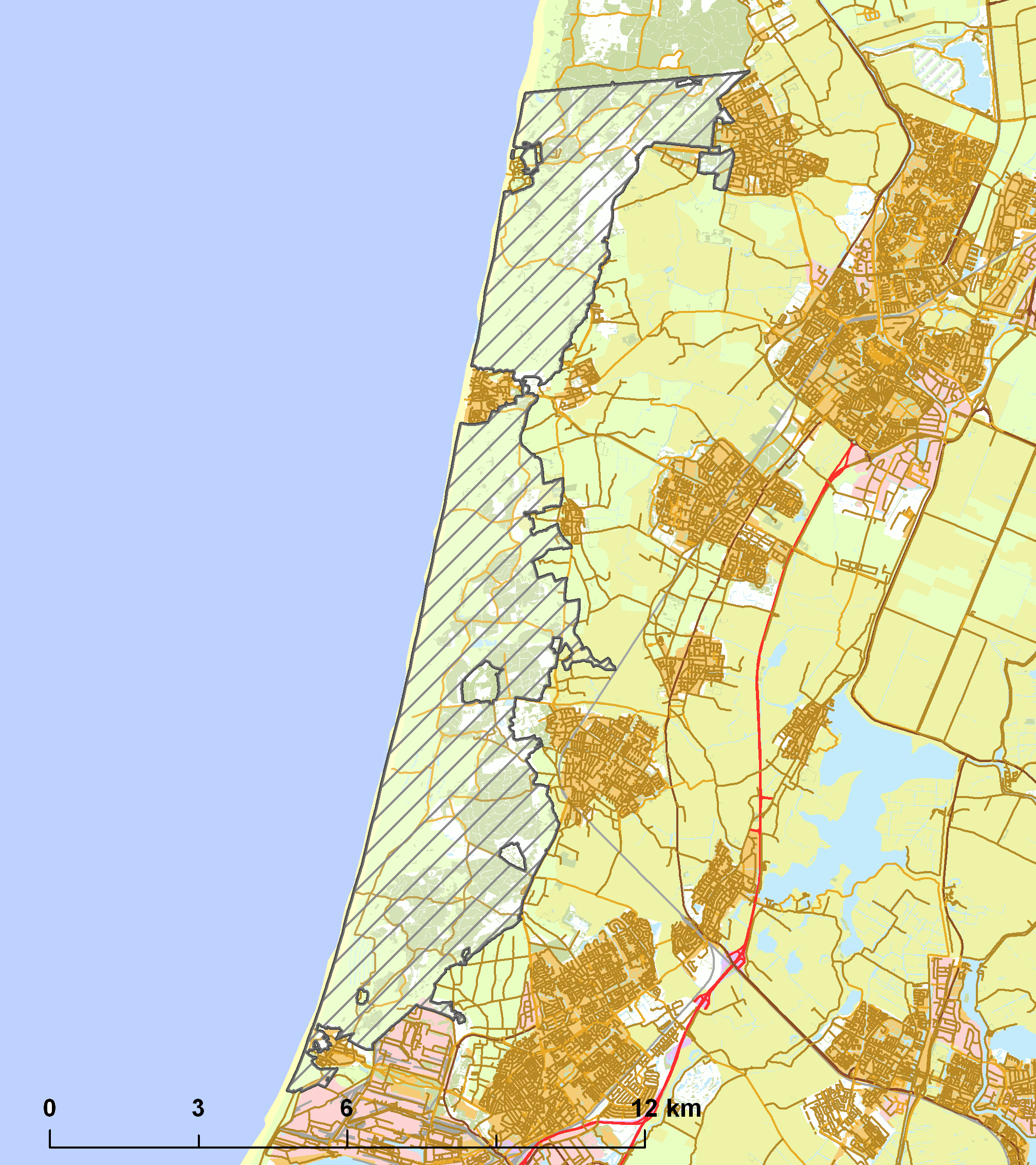
Natura 2000 gebied

Het Noordhollands Duinreservaat is een 5300 hectare groot bos- en duingebied tussen Wijk aan Zee en Bergen. Het gebied wordt op drie plaatsen gebruikt voor drinkwaterwinning en is in beheer bij PWN (Waterleidingbedrijf Noord-Holland). Ook is het een populair wandelgebied. Het gebied valt uiteen in drie delen; noordelijk, midden en zuidelijk.  

## Geschiedenis
In 1903 kocht de provincie Noord-Holland landgoed Bakkum aan. In 1920 werd het Provinciaal Waterleidingbedrijf Noord-Holland (PWN) opgericht voor de drinkwaterwinning en distributie door de provincie. De terreinen werden opengesteld voor het publiek. Na 1933 volgde uitbreiding van de bezittingen. PWN ging bijna heel Noord-Holland voorzien van schoon drinkwater. Amsterdam hield eigen waterleidingduinen. PWN kreeg ook het beheer van de duinterreinen toegewezen. Vanaf 1960 nam het belang van recreatie en natuurbescherming in het duingebied sterk toe. In de tweede helft van de 20e eeuw is overgegaan op infiltratie van voorgezuiverd rivierwater (IJsselmeer en Rijn) in de duinen, om de ondergrondse watervoorraad weer op peil te brengen en de achteruitgang van de natuur, als gevolg van de sterk gedaalde grondwaterstand, een halt toe te roepen.

## Het noordelijk deel
Dit deel loopt van De Schoorlse Duinen (Staatsbosbeheer) tot aan Egmond aan Zee. Bijzonder aan dit deel van het gebied is dat zich hier de Kalkovergang bevindt, de overgang van kalkarm zand in het noorden en kalkrijk zand in het zuiden. Deze overgang is ook duidelijk te merken aan de vegetatie. Bij Bergen bevindt zich een groot infiltratiegebied. Hier wordt IJsselmeerwater (vanuit Andijk) in het duin gebracht, dat vervolgens door het zand zakt en hierdoor gezuiverd wordt. Vervolgens wordt het opgepompt, ondergaat het een nabehandeling en controle en wordt het naar de Noord-Hollandse huishoudens gepompt. De duinen zijn er hoog en ruig. Op veel plaatsen komen de duintoppen boven de 30 meter, met als hoogtepunt het duin bij de Skibaan van Bergen met ruim 36 meter.

## Het middendeel

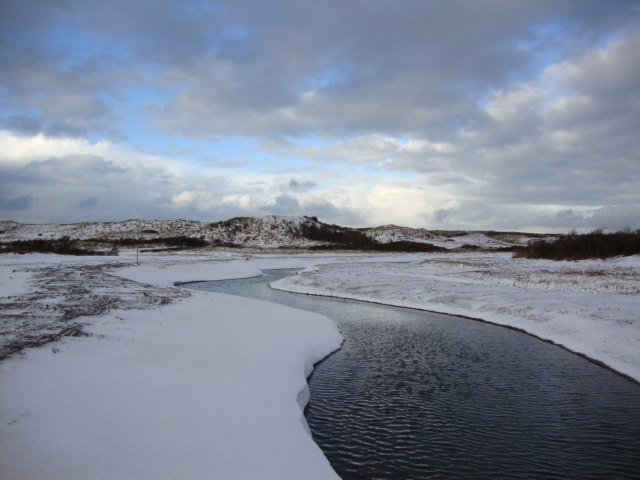
Infiltratiegebied Icas in de winter

Dit deel bevindt zich tussen Egmond aan Zee en de Zeeweg van Castricum. In dit gebied wordt niet aan waterwinning gedaan. Ook in het middendeel zijn de duinen hoog en ruig. Ook hier bevinden zich veel duintoppen van boven de 30 meter. Het hoogste duin ligt ten westen van De Bleek (tussen Egmond aan Zee en Egmond-Binnen) en is 38,5 meter hoog. Richting Castricum worden de duinen plotseling een stuk lager. Dit komt doordat hier vroeger de monding van het Oer-IJ lag.

## Het zuidelijke deel
Dit deel van het gebied, dat zich bevindt tussen de Zeeweg van Castricum en Wijk aan Zee, herbergt twee infiltratiegebieden. Het noordelijke en tevens grootste is het infiltratiegebied van Castricum, ook wel Icas genoemd. Het zuidelijke infiltratiegebied, in Heemskerk is een stuk kleiner. Het is een gevarieerd gebied dat vrij bosrijk is. In de buurt van de Zeeweg van Castricum is het gebied vrij vlak. Het duingebied heeft hier een soort komvorm, met in het westen, zuiden en oosten hoge duinen, maar met een vlak en vrij laag middenterrein. Ook dit heeft weer alles te maken met de ligging van de voormalige monding van het Oer-IJ. Het hoogste punt van het gebied is het 31,5 meter hoge Papenduin, tegen de sportvelden van Castricum gelegen. Op dit duin bevindt zich ook een uitzichtpunt welk in februari 2021 door PWN geopend is. Een ander hoog punt in het gebied is de midden in het gebied gelegen Kruisberg in het Heemskerk (26 meter boven NAP). Op 9 maart 2011 is een uitkijktoren op dit duin geopend welke weer gesloten is op 1 mei 2018 nadat bleek dat de plateaus en traptreden gevaarlijk waren voor bezoekers. De sluiting bleek definitief nadat PWN bekend maakte dat er op de Papenberg in Castricum een nieuwe toren gebouwd zou worden. Na protesten in Heemskerk over de sluiting en verplaatsing van deze toren heeft PWN besloten toch weer een toren terug te plaatsen op deze locatie.

## Duinkaart
Voor toegang tot het bos- en duingebied van het Noordhollands Duinreservaat is een zogenaamde "duinkaart" verplicht.